# Bózsva
Bózsva község Borsod-Abaúj-Zemplén vármegyében, a Sátoraljaújhelyi járásban. 

## Nevének eredete
Nevének eredete nincs kielégítően tisztázva. Talán a magyar Bors személynév szláv változata rejlik benne.

## Fekvése
A megyeszékhely Miskolctól 84 kilométerre északkeletre, a legközelebbi nagyobb várostól, Sátoraljaújhelytől 20 kilométerre északnyugatra található, a Zempléni-hegység északi részén.
Belterülete két, egymástól nem túl távol fekvő, de markánsan elkülönülő településrészből, Nagy- és Kisbózsvából áll.
A szomszédos települések: északkelet felől Filkeháza, kelet felől Pálháza, délkelet felől Kishuta, dél felől Nagyhuta, északnyugat felől pedig Nyíri. A legközelebbi város, Pálháza mindössze 3 kilométerre fekszik, a többi környező településtől 5~9 kilométer választja el.

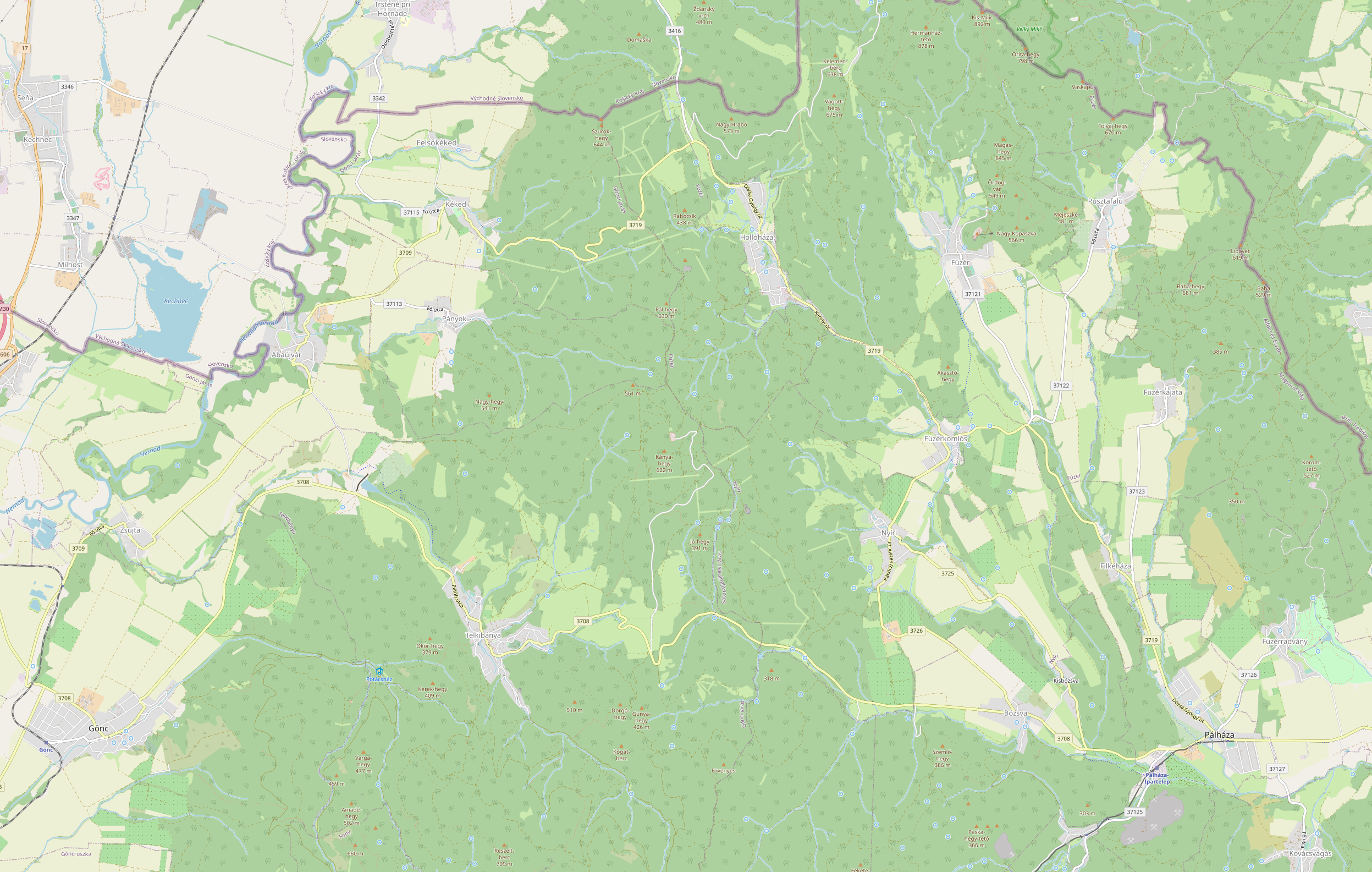
A község környékének térképe

### Megközelítése
Nagybózsva – ahol a település legfontosabb intézményei is találhatók – Pálháza és Gönc-Telkibánya felől is a 3708-as úton érhető el. A településrészt Nyírivel a 3726-os út, Kisbózsvával pedig egy számozatlan, alsóbbrendű önkormányzati út köti össze. Kisbózsva főutcája ellenben a 3725-ös út, mely a település délkeleti külterületeitől Füzérkomlósig vezet.
Közvetlenül a déli határvonala közelében húzódik a 332-es számú Pálházi Állami Erdei Vasút, de annak vonala érdemben nem lép be Bózsva határai közé, megállási pontja pedig a községhatár közelében sincsen.

## Története
Bózsva (Borsva) Árpád-kori település. Ezt a nevet az oklevelek 1264-ben említették először Borsua alakban. Abban az évben IV. Béla Bagomér fiának, Csiszherey ispánnak (a Rákóczi-család ősének) adományozta az abaúji vár Borsva nevü földjét, mely akkor még lakatlan volt. 1324-ben Borsua néven említették.
Az 1730-as években a településre ruszin betelepülők érkeznek, s ott a magyarokkal együtt éltek.
Bózsva két különálló településből, Kis- és Nagybózsva egyesítéséből jött létre. Kisbózsva az abaúji várhoz tartozott, a török időkben elpusztult, majd a 18. században újra benépesült; Nagybózsva viszont a 15. századig királyi birtok volt. A török időkben és a Rákóczi-szabadságharc idején úgyszintén elnéptelenedett, és hasonlóképpen a 18. században népesült be újra.
A 20. század elején Kis- és Nagybózsva Abaúj-Torna vármegye Kassai járásához tartozott.

## Közélete

### Polgármesterei
- 1990–1994: Gönczi Ernő (független)[5]
- 1994–1998: Gönczi Ernő (független)[6]
- 1998–2002: Gönczi Ernő (független)[7]
- 2002–2006: Gönczi Ernő Tibor (független)[8]
- 2006–2010: Kovács Krisztina Mária (független)[9]
- 2010–2014: Kovács Krisztina Mária (független)[10]
- 2014–2019: Kovács Krisztina Mária (független)[11]
- 2019–2024: Kovács Krisztina Mária (független)[12]
- 2024– : Kovács Krisztina Mária (független)[1]

## Népesség
Az 1910-es népszámláláskor Kisbózsvának 139 lakosa volt, melyből 138 magyar. Ebből 86 római katolikus, 22 görögkatolikus, 28 református volt. Nagybózsvának 1910-ben 247 lakosa volt, melyből 245 magyar volt, ebből 102 római katolikus, 11 görögkatolikus, 127 református volt.
| Lakosok száma | 170  | 174  | 171  | 172  | 159  | 195  | 191  |
|               | 2013 | 2014 | 2015 | 2021 | 2022 | 2023 | 2024 |

A 2001-es népszámlálás adatai szerint a településnek csak magyar lakossága volt.
A 2011-es népszámlálás során a lakosok 97,1%-a magyarnak, 0,6% szlováknak mondta magát (2,9% nem nyilatkozott; a kettős identitások miatt a végösszeg nagyobb lehet 100%-nál). A vallási megoszlás a következő volt: római katolikus 43,9%, református 37%, görögkatolikus 4%, felekezeten kívüli 2,9% (9,8% nem válaszolt).
2022-ben a lakosság 89,3%-a vallotta magát magyarnak, 5% szlováknak, 6,3% egyéb, nem hazai nemzetiségűnek (10,1% nem nyilatkozott; a kettős identitások miatt a végösszeg nagyobb lehet 100%-nál). Vallásuk szerint 32,1% volt római katolikus, 27,7% református, 4,4% görög katolikus, 1,3% egyéb keresztény, 1,9% felekezeten kívüli (32,1% nem válaszolt).

## Nevezetességei
- Bózsvai-szikla
- Bombelles-kastély
- A településen áthalad az Országos Kéktúra.